# Волошин Олександр Олегович
Волошин Олександр Олегович (нар. 29 вересня 1997, Україна) — український блогер, співак, який влітку 2024 року незаконно виїхав з території України.

## Родина
Мати викладачка, батько — військовий, молодший брат Артем.

## Освіта
Навчався в Національному університеті біоресурсів і природокористування за спеціальністю «Харчова технологія».

## Музика
Випустив треки «На синем Porche», «В голові туман», «Зорі», «Біла ніч», «Пазли», «Сонце» (в дуеті з ХАСом), а також пісню «Лише ти і я» в дуеті зі співачкою Анною Трінчер. 2025 року випустив трек «Ненько», який критично зустріли в Україні.

## Громадянська позиція
8 липня 2024 року після того, як Росія вдарила по лікарні Охматдит, Волошин зазначив, що Україна «не вивозить війну», тому необхідно «грати на їхніх умовах». Далі він почав збір постраждалим від обстрілу. 21 серпня Волошин закрив акаунт у Instagram, заявивши про нібито отримані погрози. Зібравши понад 5 млн грн, він оголосив, що не направлятиме гроші «Охматдиту», а надішле їх конкретним родинам. Згодом, Волошин опублікував звіт.
Після виїзду за кордон заявив, що не має намірів повертатися, доки «ця система при владі».

## Особисте життя
Зустрічався з Анною Трінчер. 24 вересня 2022 вони одружилися, наприкінці 2023 розлучилися.
У червні 2025 Волошин заявив, що у стосунках «не дивиться на стать людини — чоловічу чи жіночу».

## Скандали
У 2021 році потрапив до скандалу через запис TikTok-ролика, де Волошин подарував дівчинці iPhone 11, а за кадром забрав цей телефон.
В жовтні 2024 року Раміна Есхакзай зазначила, що Волошин виїжджав на відпочинок до Мексики за системою «Шлях» як волонтер.